# Propano-1,2-diamina
Propano-1,2-diamina é um composto orgânico pertencente ao grupo das aminas alifáticas, de fórmula química C3H10N2.

## Propriedades
Propano-1,2-diamina é uma substância higroscópica, apresentando-se como um líquido incolor, inflamável, com odor amoniacal, é miscível com água. Seu vapor é 2,56 vezes mais denso que o ar. Tem uma viscosidade de 1,7 mPa•s bei 20 °C.
Apresenta uma dose letal, DL50, de  1300 mg·kg−1 em ratos, por via oral.